# 314 km (Wielkie Łuki)
314 km (Sieńkowo-II) (ros. 314 км (Сеньково-II)) – przystanek kolejowy w miejscowości Wielkie Łuki, w obwodzie pskowskim, w Rosji. Położony jest na linii Wielkie Łuki - Newel.